# Zrinski-Frankopankonspirationen

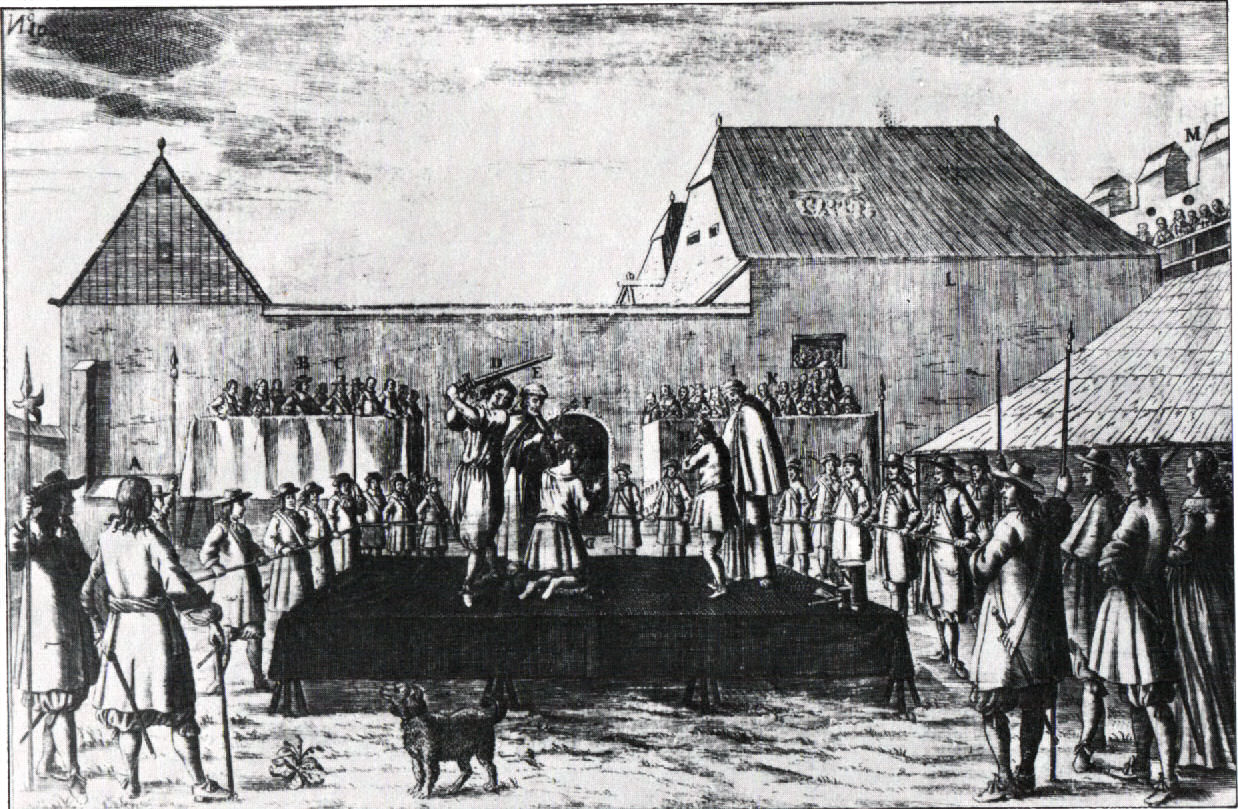
Avrättningen av Zrinski och Frankopan i Wiener Neustadt

Zrinski-Frankopankonspirationen (kroatiska: Zrinsko-frankopanska urota) var ett försök av den kroatiska adeln att under 1600-talet motarbeta österrikisk centralism och absolutism som redan tidigare införts i de österrikiska arvsländerna inom Habsburgska riket. Konspirationens utgång innebar slutet för Kroatiens två mest framstående adelsfamiljer, Zrinski och Frankopan, som sedan medeltiden fram till slutet av 1600-talet haft ett stort inflytande på det kulturella och politiska livet i Kroatien. 

## Konspiratörerna
Konspirationen leddes av banen Nikola Zrinski (vicekung av Kroatien) och palatinen Ferenc Wesselényi (vicekung av Ungern). Allteftersom anslöt sig fler missnöjda kroatiska och ungerska adelsmän, däribland Fran Krsto Frankopan och Nikolas broder Petar Zrinski. Från Ungern deltog adelsmännen Ferenc Rákóczi, Ferenc Nádasdy, György Lippay och Erazmo Tattenbach. Efter att Nikola Zrinski under mystiska omständigheter dött under en jaktolycka övertog hans bror Petar Zrinski över rollen som ledarfigur.

## Upprinnelse till konspirationen
Den 1 augusti 1664 besegrades de framryckande osmanerna av den habsburgska armén i slaget vid Sankt Gotthard. Fredsfördraget i Vasvár blev en besvikelse för kroaterna och ungrarna. Trots att den habsburgska armén hade vunnit slaget och befriat ockuperat territorium återlämnades dessa landområden till osmanerna. Samtidigt pågick en process i vilken den tysk-romerske kejsaren och kungen av Ungern, Böhmen och Kroatien Leopold I försökte införa österrikisk centralism och absolutism i rikets alla delar. De kroatiska och ungerska adelsmännen såg ingen annan möjlighet än att göra uppror mot kejsaren och sökte stöd hos bland annat Frankrike och Polen.

## Rättegången och konspirationens upplösning
Den 13 april 1670 lämnade adelsmännen Petar Zrinski och Fran Krsto Frankopan borgen i Čakovec för ett ödesdigert möte med kejsaren Leopold I. Kejsaren hade fått kännedom om sammansvärjningen och bjudit konspiratörerna till hovet i Wien för en fredsuppgörelse. Så fort de anlänt lät han gripa dem. Petar Zrinski, Fran Krsto Frankopan, Ferenc Nádasdy och Erazmo Tattenbach ställdes inför rätta och fördes därefter till fängelset i Wiener Neustadt. Under fångenskapen skrev Zrinski och Frankopan ett sista brev till sina fruar som har fått stor uppmärksamhet och översatts till flera språk. Den 18 april 1671 dömdes de till döden genom halshuggning med svärd. Domen verkställdes på Valborgsmässoafton, den 30 april 1671, för tre av de dömda – Zrinski, Frankopan och Nádasdy. Tattenbach avrättades den 1 december 1671. Zrinski och Frakopan begravdes i Wiener Neustadt men deras kvarlevor flyttades 1907 till katedralen i Zagreb. Brödraskapet kroatiska drakens bröder som ombesörjde flytten lät uppföra en minnestavla för Zrinski och Frankopan i Wiener Neustadt.